# Хьюз, Эмили
Э́мили Хьюз (англ. Emily Hughes; род. 26 января 1989, Грейт-Нек, Нью-Йорк, США) — американская фигуристка-одиночница. Вице-чемпионка четырёх континентов (2007 год), бронзовая медалистка юниорского чемпионата мира (2005 год) и серебряная медалистка чемпионата США (2007 год) бронзовая медалистка  2006 года.

## Карьера
Была одной из фигуристок, представлявших США на Олимпийских играх 2006 года в Турине (финишировала на 7 месте). Также два раза выступала на чемпионатах мира (заняла 8 место в 2006 году и 9-е в 2007-м).
Лучшим её достижением является серебряная медаль на чемпионате четырёх континентов в 2007 году дома в Колорадо-Спрингс. До последнего боролась за право выступать в Канаде на зимних Олимпийских играх в 2010 году, но не попала в сборную и решила завершить выступления в большом спорте.

## Спортивные достижения
| Соревнования                                      | 2001–02 | 2002–03 | 2004–05 | 2005–06 | 2006–07 | 2007–08 | 2008–09 | 2009–10 |
| ------------------------------------------------- | ------- | ------- | ------- | ------- | ------- | ------- | ------- | ------- |
| Зимние Олимпийские игры                           |         |         |         | 7       |         |         |         |         |
| Чемпионаты мира                                   |         |         |         | 8       | 9       |         |         |         |
| Чемпионаты четырёх континентов                    |         |         |         |         | 2       |         |         |         |
| Чемпионаты мира (юниоры)                          |         |         | 3       |         |         |         |         |         |
| Этапы Гран-при: Skate America                     |         |         |         | 5       | 5       | 4       |         | 7       |
| Этапы Гран-при: Skate Canada                      |         |         |         |         |         | 4       |         |         |
| Этапы Гран-при: Trophée Eric Bompard              |         |         |         |         |         |         | 9       |         |
| Этапы Гран-при: Международный Кубок Китая         |         |         |         |         | 3       |         |         |         |
| Этапы Гран-при: Кубок Ростелекома                 |         |         |         | 5       |         |         |         |         |
| Чемпионаты США                                    |         |         | 6       | 3       | 2       |         |         | 9       |
| Первенство США по фигурному катанию среди юниоров | 11      | 11      |         |         |         |         |         |         |

## Семья
Эмили — младшая сестра олимпийской чемпионки 2002 года Сары Хьюз (на 4 года младше). Её отец, Джон Хьюз, — канадец ирландского происхождения, был капитаном хоккейной команды Корнеллского университета (чемпион Национальной университетской спортивной ассоциации 1969-70 годов). Её мать, Эми Пастернак, перенесла рак молочной железы.